# Erythrodiplax berenice
Erythrodiplax berenice ist eine Libellenart der Gattung Erythrodiplax aus der Unterfamilie Sympetrinae. Sie tritt an der Atlantikküste Nordamerikas ab Südkanada, auf den Westindischen Inseln und in Zentralamerika bis Venezuela auf.

## Merkmale

### Bau der Imago
Das Tier erreicht eine Länge von 28 bis 35 mm, wobei 15–23 mm davon auf das Abdomen entfallen. Die Hinterflügel sind zwischen 18 mm und 26 mm lang.
Jungtiere haben ein blasses Gesicht mit dicken schwarzen Streifen. Der Thorax ist hellgelb und vorne wie auf den Seiten mit schwarzen, sich am Ende vereinenden Streifen, überzogen. Wie bei den meisten anderen Arten der Gattung wechselt die Farbe des Gesichts und des Thorax mit dem Älterwerden rasch zu dunkelblau bis schwarz. Insbesondere betrifft dies die Männchen, während die Umfärbung der Weibchen schwächer ausgeprägt ist. Die Stirn färbt sich in einen metallischen Blauton.
Die Flügel der Weibchen sind entweder klar oder haben einen leichten Schatten am Ansatz und am Nodus. Die Beine sind schwarz.
Das Abdomen ist größtenteils schwarz mit ausgeprägten orangen bzw. gelben Flecken auf dem ersten bis siebten Segment. Mit der Zeit verschwinden diese Flecken.
Die Weibchen besitzen einen nach außen gestülpten dreieckigen Ovipositor am neunten Segment.

### Bau der Larve
Die einfarbige Larve erreicht eine Größe von 15 bis 16 mm.
Die rundlichen Augen sind seitlich unten am Kopf angeordnet und das Abdomen endet eher stumpf.
Die Larve hat einen bis auf am Prothorax unbehaarten Körper. Der Kopf ist länger als der Thorax, wobei am Unterkiefer vier Einkerbungen vorhanden sind. Die molare Zahnformel ist (2-4), allerdings stets ohne molaren Damm. Das dritte Segment der Antennen ist das längste. Die paarigen Seitenplatten (Ventrolateralplatten) des elften Hinterleibssegmentes, der sogenannte Paraproct, sind von der Seite gesehen glatt.

## Schutzstatus
Laut dem neuesten Bericht der International Union for Conservation of Nature (IUCN) vom Jahr 2023 hat die Erythrodiplax berenice den Schutzstatus 'Least Concern' (gering gefährdet).

Der Schutzstatus der Erythrodiplax berenice in den Bundesstaaten der USA und Kanadas

Die Erythrodiplax berenice hat weltweit den Schutzstatus G5, womit sie als in hohen Zahlen vorkommende, sehr weit verbreitete und ungefährdete Art eingestuft wird. Diesen Status erhielt sie am 30. Dezember 1985. In den USA hat sie den national äquivalenten Schutzstatus N5. In Kanada hingegen ist sie mit N2 bedeutend niedriger eingestuft. Dies bedeutet, dass der Bestand als gefährdet gilt, da es nur noch 6 bis 20 Sichtungen bzw. zwischen 1000 und 3000 Vertreter gibt. Auch auf der Ebene vieler Bundesstaaten in den USA und im Bundesstaat Neuschottland wurde ein Schutzstatus vergeben. Diese sind in der Graphik rechts dargestellt.

## Beschreibungen
Die Erstbeschreibung erfolgte 1773 durch Drury. Say lieferte 1839 folgende Beschreibung:
"L. berenice [...] Front whitish, steel-blue above; eyes obstuse above and connate; trunk brownish, with two greenish-yellow vittae before, and with three oblique broad and obvious yellow lines each side under the wings; between the wings varied blackish; wings immaculate, or with a tinge of ferruginous at their origin, particularly of the posterior pair, and on the middle; anal membrane blackish; stigma rather large and blackish; feet black; coxar and trochanters yellow; inferior side of the anterior things yellow; abdomen with a dorsal black vitta, including the carina and a lateral black vitta above the lateral carina; lateral carina black; these vittae are more and more widely confluent at the sutures, towards the tip of the abdomen, which is entirelyy black.
Length from one inch and a half to one inch and three quarter.
It may be distinguished by the blue top of the frontal vesicle, and the ferruginous mark at base of the wings. The ferruginous cloud on the middle of the wings is often altogether wanting. It also varies in having no abdominal vittae, excepting a vestige at base. The blue color sometimes extends down to the front. The abdomen is also sometimes blue, and the thorax sometimes black. Durry deschribes the abdomen of the female as yellow, with black annulations and that of the male blue
The inferior anal process is at least two-thirds the length of the superior ones, wich are arcuated, with a tooth beneath near the tip, and at tip acute.
A speciem from Dr. Harris."